# Millettia penduliformis
Millettia penduliformis är en ärtväxtart som beskrevs av François Gagnepain. Millettia penduliformis ingår i släktet Millettia och familjen ärtväxter. Inga underarter finns listade i Catalogue of Life.